# Menaforia szepligetii
Menaforia szepligetii är en stekelart som först beskrevs av Tohru Uchida 1930.  Menaforia szepligetii ingår i släktet Menaforia och familjen brokparasitsteklar. Inga underarter finns listade i Catalogue of Life.